# Айзли, Донн Фултон
Донн Фу́лтон А́йзли (англ. Donn Fulton Eisele; 23 июня 1930 — 2 декабря 1987, Токио) — пилот ВВС США, позднее астронавт НАСА. Совершил один полёт в качестве пилота командного модуля корабля Аполлон-7. После ухода из ВВС и НАСА был директором отделения Корпуса мира в Таиланде, затем занимался частным бизнесом.

## Ранние годы, образование
Донн Айзли родился 23 июня 1930 года в городе Колумбус, штат Огайо, там же закончил в 1948 году школу. Затем он поступил в Военно-морскую академию США, которую окончил в 1952 году получив степень бакалавра наук, в Технологическом институте ВВС он получил степень магистра наук по астронавтике (1960).

## Воинская служба
Несмотря на то, что Айзли окончил Военно-морскую академию, он выбрал службу в ВВС и прошёл лётную подготовку на базах ВВС Гудфелоу в Техасе, Уильямс в Аризоне и Тиндейл во Флориде, получив в феврале 1954 года квалификацию военного лётчика.
Донн Айзли отправился после этого служить пилотом-перехватчиком на базе ВВС Иллсуорт в Южной Дакоте, а затем на авиабазе Уилас возле Триполи, Ливия (1954—1956). После окончания Технологического института ВВС остался на базе ВВС Райт-Паттерсен, и до ноября 1961 года служил инженером по авиационно-космическому оружию и ракетным двигателям.
С ноября 1961 года проходил подготовку в Аэрокосмической школе пилотов-исследователей ВВС. После её окончания некоторое время служил пилотом-инструктором. Затем был назначен лётчиком-испытателем и инженером в Центр специальных видов оружия ВВС на базе Киртланд штат Нью-Мексико, в какой должности и находился до зачисления в отряд астронавтов.
Общий налёт составляя 4 200 часов, из них 3 600 часов — на реактивных самолётах.
Ушёл в отставку из ВВС в июне 1972 года в звании полковника ВВС.

## Работа в НАСА
В октябре 1963 года Донн Айзли попал в третий набор астронавтов НАСА. После прохождения подготовки получил назначение в Отдел астронавтов НАСА. В конце 1965 года он уже был назначен пилотом в основной экипаж первого пилотируемого полёта по программе «Аполлон», однако получил травму во время одного из параболических полётов. Был переведён в дублирующий экипаж, а его место в основном экипаже занял Роджер Чаффи.
Свой первый и единственный космический полёт Донн Айзли совершил в октябре 1968 года в качестве пилота командного модуля корабля Аполлон-7. Это был первый пилотируемый полет корабля этой серии после трагедии 27 января 1967 года. Продолжительность полёта составила 10 суток 20 часов 9 минут 3 секунды.
Впоследствии он был назначен дублёром пилота командного модуля в экипаже корабля «Аполлон-10» и предполагалось, что он будет включён в основной экипаж корабля «Аполлон-13» или «Аполлон-14», однако Донн Айзли покинул отдел астронавтов в 1970 году по личным причинам.
С 1970 по 1 июня 1972 года работал техническим помощником по пилотируемым полётам в Научно-исследовательском центре в Лэнгли.

## После НАСА
После ухода из НАСА Донн Айзли был назначен директором отделения Корпуса мира в Бангкоке, где служил с 1972 по 1974 год. Затем он ушёл в частный бизнес и с 1974 года стал руководителем отдела продаж компании Marion Power Shovel Co., а затем стал исполнительным вице-президентом авиакомпании Trans Carib Air.
В 1980—1981 годах работал вице-президентом по инвестициям в компании Drexel Burnham Lambert. С 1981 по 1986 года работал администратором компании Oppenheimer & Co. во Флориде.
Последним местом работы стала для него компания Prudential Bache Securities в Форт Лодердейл во Флориде.

## Дата и причина смерти
- Скончался 2 декабря 1987 года от сердечного приступа (инфаркт миокарда) во время деловой поездки в Токио.

## Публикации
- Написал (в соавторстве с женой) книгу о космических полётах для детей, автор нескольких статей (технического и биографического характера) в различных журналах.

## Награды
- Награждён медалью «Легион чести» (Legion of Merit), Крестом «За выдающиеся лётные заслуги» от ВВС (Air Force Distinguished Flying Cross)
- Награждён так же медалью НАСА «За выдающиеся заслуги» (NASA Distinguished Service Medal) в 1970 году.

Включён в Зал славы астронавтов (посмертно).

## Семейное положение
- Жена (бывшая) — Хэрриет Элейн Гамильтон (Harriet Elaine Hamilton).
- Жена (вторая) — Сьюзен Херн (Susan H. Hearn)
- Дети от первого брака: дочь Мелинда Сью (Melinda Sue, род. 25.07.1954), сыновья Дон Гамильтон (Donn Hamilton, род. 24.03.1956), Меттью Рид (Matthew Reed, род. 28.08.1961) и Джон Дж. (Jon J. род. 21.10.1964).
- Дети от второго брака: дочь Кристин (Kristin) и сын Эндрю (Andrew).

## Увлечения
- Увлекался путешествиями, плаванием, психологией.

## Членство в организациях
Дон Айзли входил в студенческое сообщество инженеров Tau Beta Pi, а также был масоном, членом ложи Лютера Б. Тёрнера номер 732 в Колумбусе, штат Огайо.